# Maw sit sit
 (octobre 2018).
Si vous disposez d'ouvrages ou d'articles de référence ou si vous connaissez des sites web de qualité traitant du thème abordé ici, merci de compléter l'article en donnant les références utiles à sa vérifiabilité et en les liant à la section « Notes et références ».
Pour les articles homonymes, voir MAW et SIT.

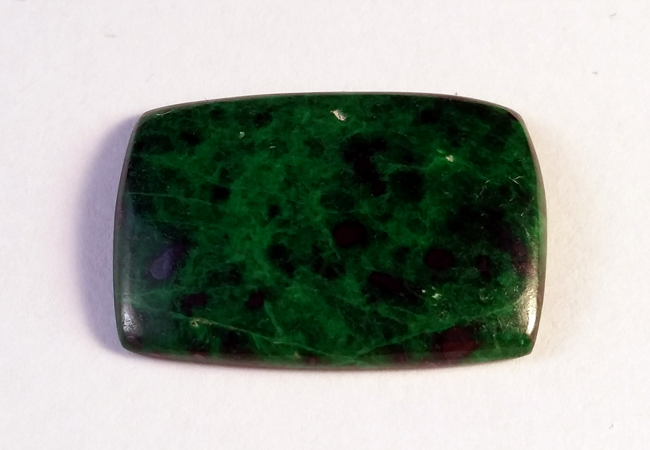
Un exemple de maw sit sit.

Maw sit sit est le nom commercial donné à une pierre ornementale birmane noire et verte constituée de trois à six différents minéraux, dont le jade est l'un des principaux. Le nom exact est plutôt Jade albite ou Chloromélanite, en fonction de la teneur de l'un ou l'autre de ses constituants.

## Description
Provenant de la région de Mandalay, elle est assez rare et très difficile d'approvisionnement. Le nom Maw sit sit a été donné à cet agrégat métamorphique par les indigènes, près de Kansi et Namshawa dans le nord de la Birmanie. Le nom latin de la Maw sit sit est Kosmochlor Jade, ainsi elle est souvent confondue avec la Jade néphrite très courante aussi dans ces régions de Birmanie.
La Maw sit sit fut identifiée pour la première fois par le gemmologiste suisse Eduard Gubelin en 1963 dans le village birman du même nom, dans l'État kachin. Ce minéral se trouve aux endroits où la Jadéite Impériale est extraite (mines). On la trouve dans la région des mines de jade de Tawmaw dans les contreforts ou aux pieds des montagnes himalayennes du nord ouest de la Birmanie.
Ce minéral est opaque à transparent avec des veines vertes ou noires, des veines  de vert émeraude ou intense néon vert existent.
Les constituants pouvant entrer dans sa composition sont : la chromite, le kosmochlor (qui donne ses taches noires typiques), la jadéite, la symplektite, le chrome-amphibole, l'arfvedsonite... tous ces composés minéraux forment cette mosaïque de noirs et de verts propres à la maw sit sit.